# Orde van de Geharnaste Arm
De Orde van de Geharnaste Arm  was een Deense ridderorde. Christiaan IV van Denemarken heeft de Orde van de Olifant ooit met de Orde van de Geharnaste Arm (Deens: "Væbnede Arms Orden") verenigd. De ridders combineerden het lidmaatschap van beide orden tot de Orde van de Geharnaste Arm in 1634 werd opgeheven.
Na de overwinning in de Kalmar oorlog tegen de Zweden (1611-1613), stichtte de Deense koning Christiaan IV ter beloning van de edelen, die zich hadden onderscheiden tijdens de oorlog een nieuwe Deense ridderorde die als versiersel een kostbare geharnaste arm met een gouden zwaard kreeg.
Op 2 december 1616 werden twaalf edellieden tot Ridder in de Orde van de Geharnaste Arm benoemd. Behalve deze twaalf zijn er geen benoemingen bekend.
De twaalf ridders waren:
1. Christen Friis
2. Albret Skeel
3. Jorgen Lunge
4. Breide Rantzau
5. Gert Rantzau
6. Anders Bille
7. Ditlev Rantzau
8. Donald Sinklar (Andrew Sinclair)
9. Jens Sparre
10. Marqvardt Pentz
11. Ulrik Sandberg
12. Jørgen Skeel

De Deense hofjuweliers vervaardigden in 1617 een twaalftal versierselen. Deze werden verschillend uitgevoerd, de juweliers volgden het voorgeschreven model van een met een zwaard bewapende geharnaste rechterarm, maar ze gebruikten hun fantasie bij het smeden, emailleren en versieren van het kleinood. Het is een typisch sieraad in de uitbundige stijl van de renaissance. Een eenvoudig maar origineel exemplaar met ijzeren gevest in de Deense koninklijke verzameling in Kasteel Rosenburg hangt aan een korte ketting van fijne houden schakels. Deze kerttinkjes kwamen samen in een grote ring waardoor het lint zal zijn getrokken. Het in Rosenburg bewaarde versiersel bestaat uit een blauw-geëmailleerde geharnaste arm in goud bezet met diamanten met in zijn eveneens gepantserde hand een zwaard van ijzer. Het versiersel werd aan een blauw lint om de hals gedragen.
In 1634 bood Christiaan IV de twee overgebleven ridders, Christen Friis en Albret Skeel, zijn Orde van de Olifant aan ter vervanging van de Orde van de Geharnaste Arm. Andere bronnen suggereren dat de orden altijd al gecombineerd werden.
Er zijn in Rosenburg ook proefstukken bewaard van versierselen met een gedeeltelijk wit geëmailleerde gesp die met het monogram van Christiaan V die van 1670 tot 1699 regeerde is versierd. Dat suggereert dat op een bepaald moment in overweging is genomen om de orde te doen herleven.
Er zijn drie versierselen bewaard gebleven, het stuk in de koninklijke Deense collecties in Rosenborg en de een in het Museum Frederiksborg in Hillerød. De derde wordt een onbekende particuliere collectie bewaard.
Er zijn geen statuten van de Orde van de Geharnaste Arm bekend.

## Voetnoten
1. ↑  Paul Hieronymussen.
2. ↑  Afgebeeld in het boek van Arvid Berghman.

Orde van de Olifant ·
Orde van de Dannebrog ·
Orde van de Geharnaste Arm ·
Mathilde-Orde ·
Ordre de l'Union Parfaite · 
Orde van Christiaan VII

Zie ook: Historische Orden van Denemarken · Onderscheidingen in Denemarken